# Mike Goff
Michael Roger Goff (né le 30 septembre 1962 aux États-Unis) est l'actuel instructeur de banc des Marlins de Miami de la Ligue majeure de baseball, un poste qu'il occupe depuis mai 2015.
Ancien joueur et entraîneur des ligues mineures de baseball, Mike Goff a précédemment été instructeur au premier et instructeur de banc au niveau majeur chez les Mariners de Seattle de 2005 à 2007.

## Carrière
Mike Goff, un joueur de deuxième but, joue pour les Blazers de l'université d'Alabama de Birmingham et est repêché par les Red Sox de Boston au 21e tour de sélection en 1984. Il évolue professionnellement en ligues mineures avec des clubs affiliés aux Red Sox de 1984 à 1987, jusqu'à ce qu'une blessure ne vienne mettre fin à sa carrière de joueur en 1988. Il est nommé meilleur joueur de son équipe, les Pioneers d'Elmira au niveau A des mineures en 1984 et le plus haut niveau atteint est le Double-A en 1986.
De 1990 à 1992, il est assistant-entraîneur de baseball à l'université South Alabama. Il est gérant de clubs de ligues mineures affiliés aux Mariners de Seattle de 1993 à 1996, d'un club-école Double-A des Reds de Cincinnati en 2008, du club recrues des Giants de San Francisco de 2009 à 2011 et du club-école de niveau A des Giants en 2013 et 2014. Il acquiert en août 1994 une certaine notoriété comme gérant des Mariners de Bellingham, le club-école de classe A- de la franchise de Seattle, lorsqu'il marque son désaccord envers une décision d'un arbitre en baissant son pantalon pour lui montrer ses fesses, ce qui entraîne une brève suspension et une amende.
En 1997, il est superviseur des instructeurs des Mariners de Seattle dans les ligues mineures. À sa 9e année dans ce rôle, il est appelé par les Mariners qui en font le 13 août 2005 leur instructeur de premier but au niveau majeur. Reconduit dans ce rôle au cours des deux saisons suivantes, il devient le 3 juillet 2007 instructeur de banc aux côtés du nouveau gérant John McLaren, qui succède à Mike Hargrove après la démission de ce dernier. Son contrat n'est pas renouvelé après la saison 2007.
Dépisteur pour les Marlins de Miami en 2015, il est le 18 mai de cette année-là nommé instructeur de banc chargé d'assister le nouveau gérant de l'équipe, Dan Jennings.